# Финале Конкакафовог златног купа 2011.
Финале Златног купа Конкакафа 2011. било је 11. финале Златног купа Конкакафа, међународног шампионског турнира Конкакафа, управног тела фудбалске асоцијације у Северној и Централној Америци. Утакмица је одиграна 25. јуна 2011. а финална утакмица је играна на Роуз боул у Пасадена , Калифорнија, Сједињене Америчке Државе. У трећем узастопном финалу, Сједињене Државе и Мексико су се такмичили у финалу, а Мексико је био бранилац титуле. Финале је било седмо за Мексико у историји Златног купа, док је за Сједињене Државе било осмо финале и њихово четврто узастопно финале.
Другу годину заредом, Мексико је одбранио титулу Златног купа против Сједињених Држава, победивши их у финалу резултатом 4 : 2. Мексиканац Пабло Барера постигао је први и трећи гол Мексика, док су Андрес Гвардадо и Ђовани дос Сантос постигли други, односно четврти гол. Мајкл Бредли и Лендон Донован постигли су голове за Сједињене Државе на овој утакмици. Ово је био други пут у 12 година да су Сједињене Државе изгубиле од Мексика на свом тлу. Као шампион Златног купа, Мексико је изборио место на ФИФА Купу конфедерација у Бразилу за 2013. годину као представник Конкакафа.

## Пут до финала
| Репрезентација   | Ута | Поб | Нер | Изг | ГД | ГП | ГР | Бод |
| ---------------- | --- | --- | --- | --- | -- | -- | -- | --- |
| Панама           | 3   | 2   | 1   | 0   | 6  | 4  | +2 | 7   |
| Сједињене Државе | 3   | 2   | 0   | 1   | 4  | 2  | +2 | 6   |
| Канада           | 3   | 1   | 1   | 1   | 2  | 3  | −1 | 4   |
| Гваделуп         | 3   | 0   | 0   | 3   | 2  | 5  | −3 | 0   |

| Репрезентација | Ута | Поб | Нер | Изг | ГД | ГП | ГР  | Бод |
| -------------- | --- | --- | --- | --- | -- | -- | --- | --- |
| Мексико        | 3   | 3   | 0   | 0   | 14 | 1  | +13 | 9   |
| Костарика      | 3   | 1   | 1   | 1   | 7  | 5  | +2  | 4   |
| Салвадор       | 3   | 1   | 1   | 1   | 7  | 7  | 0   | 4   |
| Куба           | 3   | 0   | 0   | 3   | 1  | 16 | −15 | 0   |

### Мексико
Селектиран у групу А Златног купа, Мексико је започео своју турнирску кампању 5. јуна 2011. против репрезентације Салвадора.
Пре њиховог другог меча групне фазе против репрезентације Кубе, откривено је да су петорица играча у мексичком тиму, Антонио Наелсон Синха, Кристијан Бермудез, Едгар Дуенас, Франсиско Хавијер Родригез и Гиљермо Очоа, сви били позитивни на кленбутерол. Петорица играча су касније суспендована из тима за Златни куп и послата кући. Иако су били позитивни на супстанцу, мексички званичници су веровали да је лек ненамерно узет, тврдећи да су позитивни резултати теста узроковани конзумирањем меса упрљаног амином. Касније истог дана, упркос недостатку, Мексико је ипак остварио другу победу на турниру против Кубе, поново победивши резултатом 5 : 0. И Хавијер Ернандез и Ђовани дос Сантос су поостигли по два погодили за Мексико. Трећи стрелац, Алдо де Нигрис, постигао је погодак за минут након што је ушао као замена у игру.
Следећег дана, генерални секретар Конкакафа Чак Блејзер заказао је састанак комитета репрезентација конфедерације, који такође служи као организациони комитет Златног купа, који је требало да буде сазван како би се размотрила ситуација са допингом, укључујући евентуално омогућавање Мексику да замени петорицу суспендованих играча. Међутим, састанак је одложен како би се прикупило више информација.
И даље без одлуке из Конкакафа, мексички тим је завршио своју групну утакмицу 12. јуна победом од 4 : 1 над Костариком. Сва четири гола Мексика су постигнута у првом полувремену. Мексичка фудбалска федерација је 14. јуна саопштила да су „Б“ узорци тих пет играча негативни.
Као победник Групе А, Мексико је 18. јуна играо против трећепласиране екипе из групе Б, Гватемале. У рангирању трећепласираних екипа Гватемала се пласирала даље због боље гол разлике у односу на Канаду. Своју позитивну гол разлику и пласман у четвртфинале Гватемала је изборила захваљујући победи од 4 : 0 над Гренадом. У петом минуту игре, Карлос Руиз из Гватемале, дао је гол и довео Лос Чапинес у вођство од 1 : 0. За Мексико је то био први пут на целом турниру да су заостајали за својим противником. У трећем минуту другог полувремена, де Нигрис је постигао погодак за Мексико, изједначивши на 1 : 1. Двадесет минута касније, Хернандез је постигао други и показало се победнички гол, чиме је Мексику омогућио пласман у полуфинале.
Следећег дана, Организациони комитет Златног купа објавио је 19. јуна да ће Мексику бити дозвољено да замени суспендоване играче.  Замене су успеле да допутују на време за полуфинални меч Мексика против Хондураса.
Претходном полуфиналном утакмицом између САД и Панаме, одређено је да ће победник меча играти против САД у финалу Златног купа. Без голова у продужетку, Мексико и Хондурас су морали да играју 30-минутни продужетак. У прва два минута, Мексико је постигао два гола и тиме повео са 2 : 0. Опет, де Нигрис и Ернандез су дали по гол за Ел Три, а обојица су постигли на исти начин као и против Гватемале. Мексико је успео да задржи предност од два гола током остатка првог продужетка и целог другог периода, што им је омогућило трећи узастопни пласман у финале.

### Сједињене Америчке Државе
Домаћини Златног купа извучени су у групу Ц, заједно са репрезентацијама Панаме, Канаде и Гвадалупе.
Као последња група која је започела групну фазу, домаћини Златног купа отворили су ову фазу турнира 7. јуна 2011.године утакмицом против Канаде на Форд филду у Детроиту. Пред публиком од 29.000 људи, Сједињене Државе су постигле два гол, сваки у различитим полувременима, што је био и коначан резултат и победа од 2 : 0 над Канадом. Американац Џози Алтидор постигао је гол у 15. минуту, примивши лопту у шеснаестерцу и пуцао испод канадског голмана Ларса Хиршфелда. У другом делу игре, гол Клинта Демпсија у 62. минуту довео је Сједињене Државе до вођства од 2 : 0, што би била њихова прва победа у групној игри.
Четири дана касније, Сједињене Државе су претрпеле пораз у групној фази изгубивши од Панаме резултатом 1 : 2 на стадиону Рејмонд Џејмс у Тампи. Уз све голове дате у првом полувремену, Панама је повела аутоголом, у 19. минуту, Кларенса Гудсона. У 36. минуту једанаестерац је досудио званичник Марко Антонио Родригез, омогућивши панамском играчу Габријелу Гомезу да удвостручи вођство Панаме. Њихово вођство од два гола је преполовљено захваљујући Гудсону из Сједињених Држава, који је у 68. минуту погодио Лендон Донована из корнера, чиме је САД смањио вођство Панама на 1 : 2. Панамци су успели да се изборе са таласом напада Американаца и остварили победу резултатом 2 : 1. Ово је био први пораз у групној фази Сједињених Држава у историји Златног купа. Са Канадом која је победила Гвадалупе резултатом 1 : 0, Сједињене Државе су се нашле за длаку испред Канаде за позицију другог места у групи, истиснувши Канаду само због гол разлике.
Иако су шансе да Сједињене Државе не успеју да уђу у нокаут рунду биле мале, чак и ако би тим изгубио од Гвадалупа, победа у последњем групном мечу била је неопходна да би тим прошао у четвртфинале. Утакмица је одиграна у Лајвстронг спортинг парку у Канзас Ситију 14. јуна 2011. године. репрезентација Гваделупе је кренула снажно и Стефан Оврај играч Гвадалупе је већ у 4. минуту игре погодио стативу. Упркос раном таласу напада Гвадалупеа, Сједињене Државе су постигле гол при свом првом ударцу на гол, захваљујући ударцу Алтдора у 10. минуту, који је погодио са 25 јарди. Рани гол је на крају био једини гол на утакмици. Пошто је Панама ремизирала 1 : 1 против Канаде, Сједињене Државе су се пласирале у четвртфинале као вицешампиони групе, по први пут у историји Златног купа.
Недељу дана касније, 19. јуна 2011. године, Сједињене Државе су у четвртфиналу играле против победника Групе Б, репрезентације Јамајке. Медији су репрезентацију Јамајке сматрали једним од најјачих тимова на турниру. У групној игри, Јамајка је поставила резултат 3 : 0 : 0, постигла је седам и није примила ниједан гол. Њихове најзапаженије победе укључивале су победу од 2 : 0 против Хондураса и од 4 : 0 над Гренадом. Неки су чак сматрали Јамајку фаворитом меча, са високом формом Јамајке и лошијом формом Сједињених Држава. Ипак, Сједињене Државе су у четвртфиналу избациле Јамајку победом од 2 : 0. Пред распродатим трибинама на стадиону РФК у Вашингтону, САД су повеле у 49. минуту аутоголом и у 79. минуту голом Демпсија поставили коначан резултат меча. Утакмица Панаме и Салвадора у групи је одлучивла ко ће се придружити репрезентацији САД у даљњем такмичењу, полуфиналу. Панама је победила и тиме заказала нову утакмицу против САД. 
Полуфинална утакмица између САД и Канаде је одиграна 22. јуна 2011. године на стадиону Рилијант у Хјустону, две екипе су биле доста изједначени током скоро целе утакмице. Ипак у 76. минуту утакмице Демпси је, на центаршут Донована, постигао гол за своју екипу и довео САД у вођство од 1 : 0, што се на крају испоставило да је то постао победнички гол који је САД одвео у финале.

## Финална утакмица
| Сједињене Државе                     | 2 : 4    | Мексико                                                            |
| ------------------------------------ | -------- | ------------------------------------------------------------------ |
| Мајкл Бредли 8’ · Ландон Донован 23’ | Извештај | Пабло Барера 29’, 49’ · Андрес Гардадо 36’ · Ђовани дос Сантос 76’ |

| САД | Мексико |

| GK         | 1  | Тим Хауард           |     |     |
| RB         | 6  | Стив Керундоло       |     | 11’ |
| CB         | 3  | Карлос Боканегра (c) |     |     |
| CB         | 21 | Кларенс Гудсон       |     |     |
| LB         | 14 | Ерик Личај           |     |     |
| CM         | 4  | Мајкл Бредли         |     |     |
| CM         | 13 | Џермејн Џонс         | 90’ |     |
| RW         | 22 | Алехандро Бедоја     |     | 63’ |
| LW         | 8  | Клинт Демпстеј       | 87’ |     |
| SS         | 10 | Ландон Донован       | 33’ |     |
| CF         | 20 | Фреди Аду            |     | 86’ |
| Замене:    |    |                      |     |     |
| DF         | 12 | Џонатан Борнстејн    |     | 11’ |
| FW         | 9  | Хуан Агудело         |     | 63’ |
| MF         | 16 | Саша Кљештан         |     | 86’ |
| Селектор:  |    |                      |     |     |
| Боб Бредли |    |                      |     |     |

| GK                     | 12 | Алфредо Талавера       |     |     |
| RB                     | 16 | Ефреј Хуарез           |     |     |
| CB                     | 4  | Рафаел Маркез(c)       |     | 43’ |
| CB                     | 15 | Ектиор Морено          |     |     |
| LB                     | 3  | Карлос Салсидо         |     | 28’ |
| CM                     | 6  | Херардо Торадо         |     |     |
| CM                     | 8  | Израел Кастро          |     |     |
| RW                     | 7  | Пабло Барера           |     | 75’ |
| LW                     | 18 | Андрес Гвардадо        |     |     |
| SS                     | 10 | Ђовани дос Сантос      |     |     |
| CF                     | 14 | Хавијер Ернандез       |     |     |
| Замене:                |    |                        |     |     |
| DF                     | 20 | Хорхе Торес Нило       | 81’ | 28’ |
| DF                     | 2  | Ектор Рејносо          |     | 43’ |
| MF                     | 13 | Хесус Завала Кастањеда |     | 75’ |
| Селектор:              |    |                        |     |     |
| Хосе Мануел де ла Торе |    |                        |     |     |

| Помоћни судија: Ектор Вергара (Канада) Вилијам Торес (Салвадор) Четврти судија: Волтер Лопез Кастељанос (Гватемала) |

| centrado          |
| Мексико           |
| Шампион · Мексико |
| 6. титула         |